# Phreatia
Phreatia é um género botânico pertencente à família das orquídeas (Orchidaceae).